# Pietro Longhi
Pietro Longhi (geboren Pietro Falca) (Venetië, 15 november 1701 - aldaar, 8 mei 1785) was een Venetiaans kunstschilder uit de laatste periode, rococo, van de Republiek Venetië. Hij schilderde fresco's, altaarstukken, portretten en genrestukken uit het Venetië van zijn tijd. Zijn anekdotische werken hangen in veel musea in Europa en Amerika.

## Leven en werk
Longhi werd geboren als zoon van Alessandro en Antonia Falca. Hij veranderde zijn naam in Pietro Longhi toen hij in 1733 de Venetiaanse Fraglia dei Pittori binnenging . Longhi huwde Caterina Maria Rizzi in 1732, met wie hij elf kinderen had die vroeg stierven, op drie na. Zijn enige overlevende zoon Alessandro Longhi werd ook schilder. In 1756 trad hij toe tot de Accademia di pittura e scultura in Venetië, waar hij les gaf tot 1780.
Longhi werd in het begin geschoold door Antonio Balestra later werd hij een leerling van Giuseppe Crespi. De samenwerking met Crespi zou een grote en blijvende invloed op hem hebben. In zijn navolging experimenteerde hij met nieuwe schildertechnieken en religieuze thema's, zoals de Zeven Sacramenten. Ook wendde Longhi zich tot genreschilderkunst. Zijn conversatiestukken met hun precieze, soms humoristische of ietwat ironische beschrijvingen van het Venetiaanse sociale leven zijn niet alleen een eerste klas bron voor de Venetiaanse culturele en morele geschiedenis, maar worden gekenmerkt door een kostbare en fijne kleur.
Longhi schilderde ook talrijke groeps- en individuele portretten van de Venetiaanse adel.
Veel van zijn werken zijn te zien in Venetië, vooral in de Ca'Rezzonico (Palazzo Rezzonico) met het Museo Settecento Veneziano en in het Palazzo Querini-Stampalia .

## Galerij

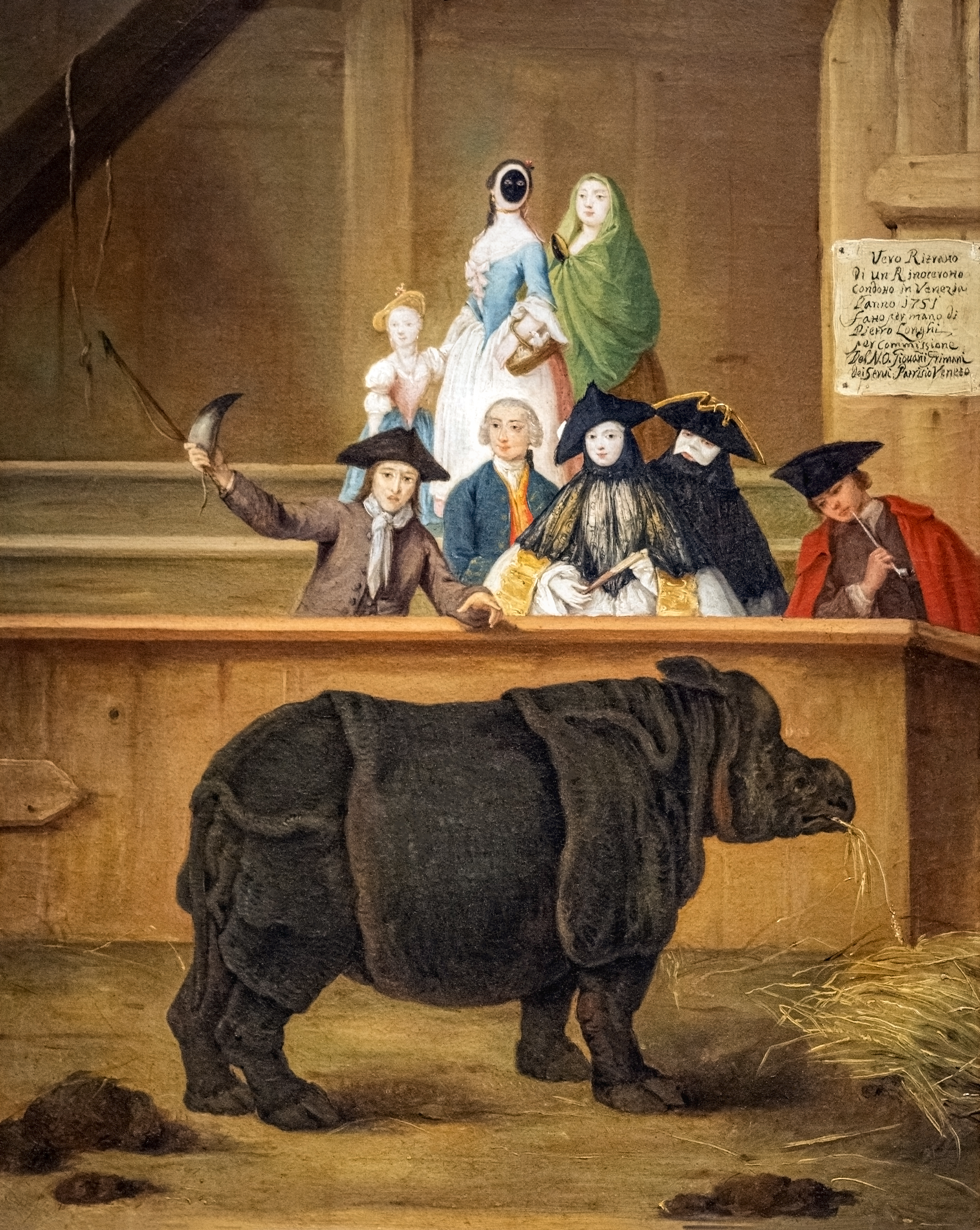
De neushoorn (1751), Ca' Rezzonico versie
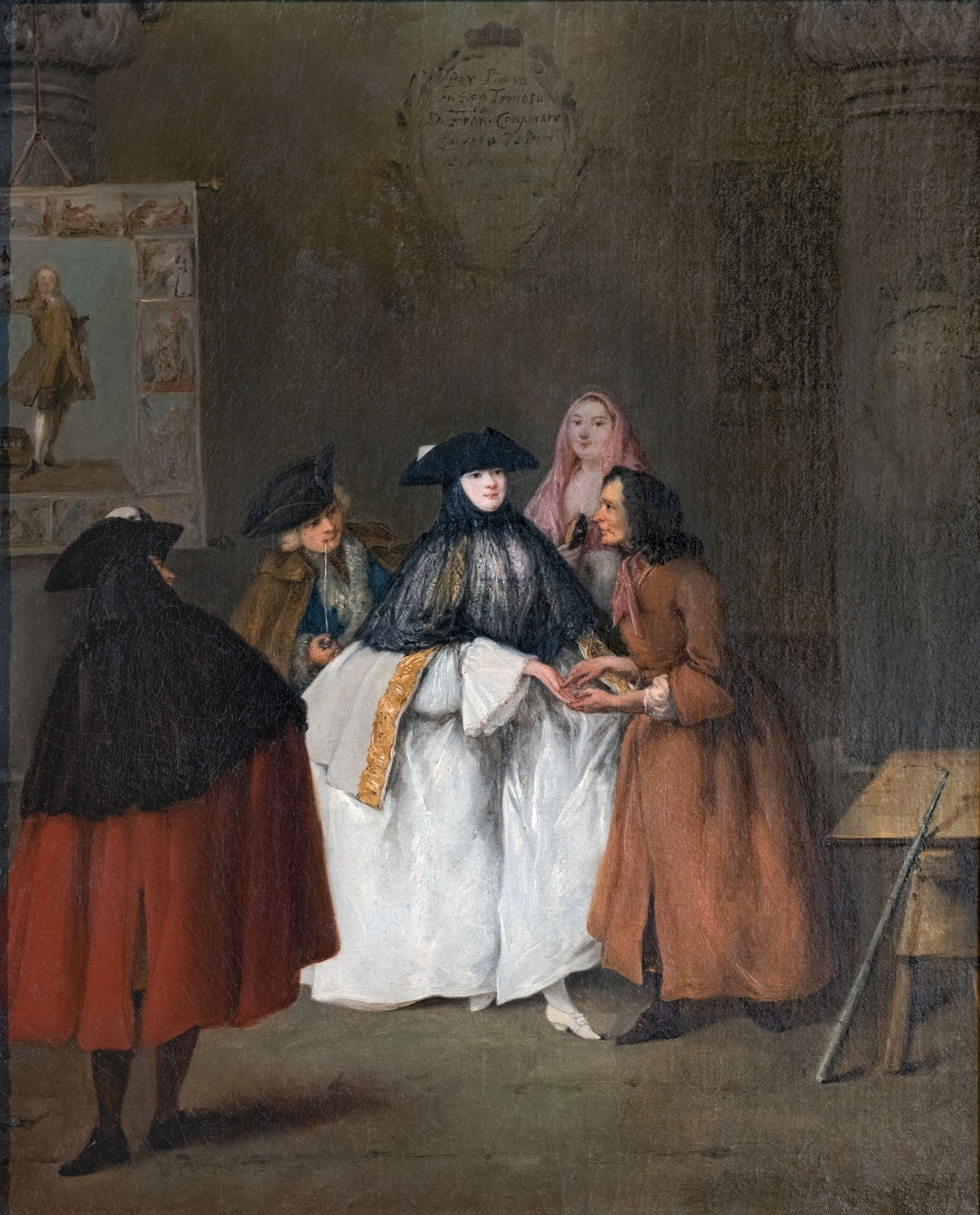
De waarzegster (ca. 1752)
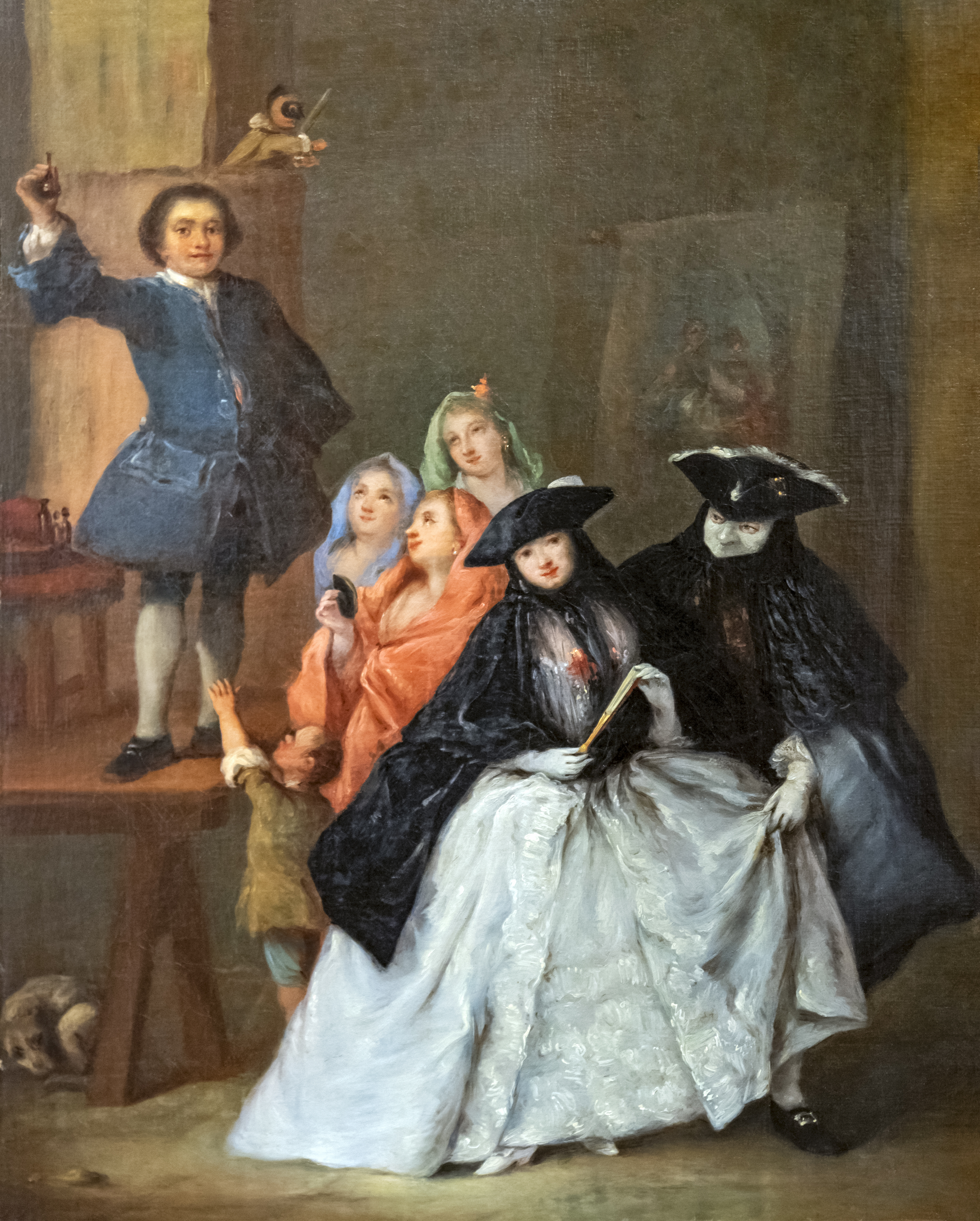
De charlatan (1757)
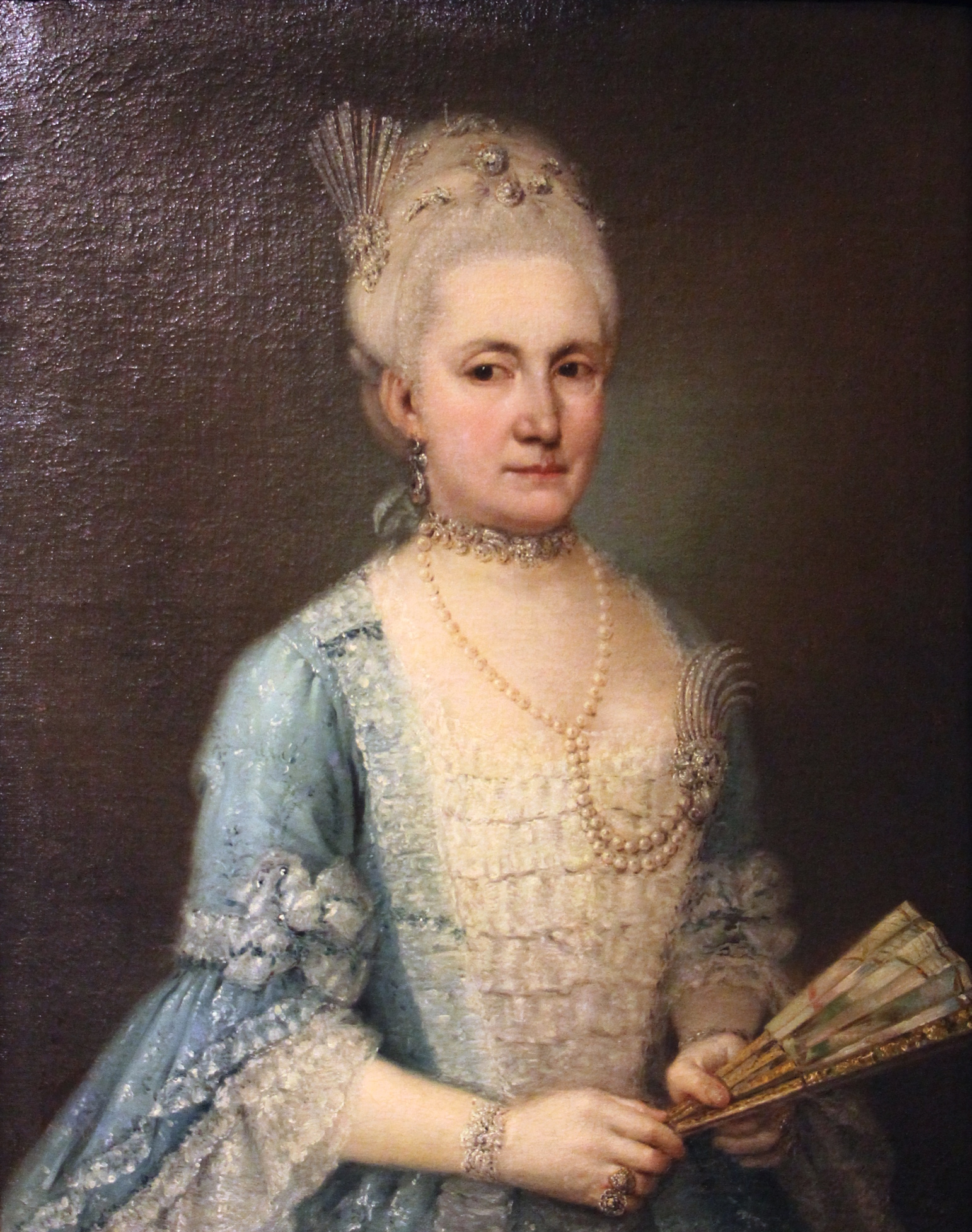
Portret van Matilde Querini da Ponte (1772)